# Primer huevo imperial de gallina
El Primer Huevo imperial de gallina, Primer huevo de gallina o Huevo de la gallina enjoyada es un huevo imperial Fabergé. Se convirtió en el primero de una serie de más de 50 huevos enjoyados fabricados bajo la supervisión de Peter Carl Fabergé para la familia imperial rusa. Fue entregado al zar Alejandro III y obsequiado a su esposa María Feodorovna en 1885. La zarina disfrutó tanto del huevo, que Alejandro III rápidamente hizo un pedido permanente a Fabergé para crear un nuevo huevo para su esposa cada Pascua a partir de entonces, requiriendo solo que cada huevo sea único y que contenga algún tipo de «sorpresa» dentro de él. Este huevo en particular ahora es parte de la colección permanente del Museo Fabergé en San Petersburgo, Rusia.

## Diseño
Si bien Fabergé era el dueño de su taller y si bien todos los huevos producidos allí se consideran «huevos Fabergé», no se sabe que el propio Fabergé haya participado alguna vez en la construcción real de ninguno de ellos, ni siquiera el primero. En cambio, la elaboración del primer huevo imperial se atribuye a Erik Kollin del taller de Fabergé. Está hecho de oro completamente recubierto con esmalte blanco opaco para que parezca un huevo real. Alrededor de la mitad del huevo se ve una delgada banda de oro donde se unen las dos mitades de la cáscara.

## Sorpresa
Las dos mitades de la cubierta exterior encajan juntas en un cierre estilo bayoneta que se abre cuando se gira para revelar la «sorpresa» del huevo, una «yema» redonda de oro con un acabado mate. Esta yema misma se abre para revelar una gallina de oro multicolor con ojos de rubí. La gallina está articulada en las plumas de la cola, lo que le permite abrirse para revelar otras dos sorpresas, una réplica de oro y diamantes de la corona imperial y un pequeño colgante de rubí que estaba suspendido dentro de ella en una cadena, los cuales se han perdido.

## Historia

### Huevo ordenado por el Zar
En el siglo XIX, los cristianos ortodoxos rusos celebraban la Pascua como el día más importante del año. Después de un estricto ayuno durante toda la Gran Cuaresma, la Pascua era el día de gran celebración por la Resurrección de Cristo. Para celebrar esta fiesta, el hermano del zar Alejandro III, el gran duque Vladimir Alexandrovich ordenó a Peter Fabergé que creara una sorpresa de Pascua para la zarina. La correspondencia entre el zar y su hermano fechada el 21 de marzo de 1885 indica que el Gran Duque transmitió los deseos del Zar y las instrucciones para el regalo a Fabergé en lugar de que el Zar mismo supervisara la elaboración del huevo. En medio de atentados terroristas contra la vida de la familia imperial, el zar quería darle a su esposa algo que la distrajera de las preocupaciones por la Pascua de 1885. Fabergé creó un huevo inspirado en uno que la zarina conocía desde su infancia como princesa en la corte real de Dinamarca.
El huevo, que aún se encuentra en la Colección Real Danesa, está hecho de marfil en lugar de oro, tiene un anillo en lugar de un colgante en el interior y data del siglo XVIII. Sin duda, Fabergé eligió el diseño porque la zarina lo habría reconocido desde su juventud. El diseño deleitó tanto al zar como a la zarina, tanto que Alejandro III ordenó uno para la próxima Pascua y concedió a Fabergé «permiso... para llevar el título de Proveedor de la Corte Imperial con derecho a llevar el escudo de armas estatal en el cartel de su tienda».

### Historia después de la presentación a la zarina
La zarina quedó impresionada y encantada con el regalo de Pascua de su marido. El huevo se mantuvo en el Palacio Anichkov hasta la Revolución de 1917. En ese momento los revolucionarios se apoderaron del Primer Huevo de Gallina junto con la mayoría de los otros huevos imperiales y lo enviaron al Palacio de la Armería del Kremlin.
Un comerciante de Londres llamado Derek o Frederick Berry compró el huevo a funcionarios rusos alrededor de 1920, probablemente en Berlín o París. Christie's de Londres vendió el huevo como lote 55 de la Colección Berry por 85 libras (430 dólares) a Alfred Suenson-Taylor en 1934. Taylor se convirtió en Lord Grantchester en 1955, y el huevo formó parte del patrimonio de Grantchester cuando Lord y Lady Taylor murieron con meses de diferencia en 1976. A La Vieille Russie de Nueva York adquirió el huevo de la finca y lo vendió, junto con el Huevo de la Resurrección, a Forbes Magazine Collection en 1978. Viktor Vekselberg compró el primer huevo de gallina junto con otros ocho huevos imperiales de Forbes, junto con toda la colección Forbes Fabergé, antes de que fueran subastados. Luego, Vekselberg devolvió los huevos a Rusia, donde ahora se exhiben en el Museo Fabergé en San Petersburgo.